# Очилата птица мишка
Очилатата птица мишка (Colius striatus) е вид птица от семейство Птици мишки (Coliidae).

## Разпространение и местообитание
Разпространен е в Ангола, Ботсвана, Бурунди, Габон, Гана, Екваториална Гвинея, Еритрея, Етиопия, Замбия, Зимбабве, Камерун, Кения, Демократична република Конго, Република Конго, Лесото, Малави, Мозамбик, Нигерия, Руанда, Свазиленд, Сомалия, Судан, Танзания, Уганда, Централноафриканската република, Южен Судан и Южна Африка.